# 永瀬麻帆
永瀬 麻帆（ながせ まほ、1991年2月19日 - ）は、日本の元グラビアアイドル。神奈川県出身。アーティストボックスに所属していた。2011年9月20日、ブログで引退を発表。

## 出演

### テレビ番組
- イツザイ（テレビ東京、2008年）
- 正しい王子のつくり方（テレビ東京、2008年）
- MONDO GIRLSのぶっちゃけヤバくね!?（MONDO21）
- グラビアの美少女（MONDO21）
- 志村屋です。（フジテレビ、2010年1月21日）「志村診察室」ゲスト
- ホリさまぁ〜ず（TBSテレビ、2010年3月2日）
- マルさまぁ〜ず（TBSテレビ、2010年5月19日・6月30日・9月15日）

### ラジオ番組
- ASIAN 美少女FILE （USEN）

### 舞台
- シャテン劇団 Ｘ 東京劇団武装戦線「SUMMER TRIBE ☆ VIVA夏娘」（2007年7月27日 - 29日）

### 写真集
- White berry（アートハウスゴン、2004年）

### DVD
- White berry（アートハウスゴン、2004年）
- スプラッシュ（英知出版、2006年）[3]
- 星砂の魔法（シャテン、2007年）
- まほまほまっぽ（エイベックス、2007年）
- 現役女子高生 永瀬麻帆（ゴマブックス、2008年）
- CARA 永瀬麻帆（デジワークス、2009年）
- SWINUTION（ビデオメーカー、2010年）
- 初恋MEMORY 思いをこめて（ジャパンタイム、2010年）
- Last Teenage（グラッソ、2011年）

### 雑誌
- チューボー（海王社）

### 映画
- 「Re:涙雨、」（2008年） - まりえ役[4]
- ナナとカオル（2011年） - 主演：ナナ 役